# Joseph Moureau
Pour les articles homonymes, voir Moureau.
Cet article possède un paronyme, voir Joseph Moreau (homme politique).
Joseph Moureau ou Jeff Moureau, né à Tirlemont, le 13 avril 1921 et mort à Jette, le 28 octobre 2020, est un pilote de chasse de la Seconde Guerre mondiale. Avec lui disparait le dernier pilote belge ayant combattu au sein d’une escadrille belge de la Royal Air Force britannique.

## Éléments biographiques
Joseph Moureau nait à Tirlemont, le 21 avril 1921, dans une famille nombreuse qui comptera dix enfants. En 1940, lui et son frère jumeau Alfred (Freddy), les deux aînés, rallient l'Angleterre où ils s'enrôlent à la Royal Air Force et y reçoivent une formation de pilote d'abord sur bimoteurs puis sur monomoteurs et enfin sur spitfire.
Joseph Moureau intègre alors la 349e escadrille de la RAF composée de pilotes belges. La veille du débarquement de Normandie, il apprend à 11 h du soir qu'il devra accomplir deux missions le lendemain. Il abat au cours de la seconde un Junkers Ju 88.
Il épouse une Britannique à la fin de la guerre. Joseph Moureau, son épouse et sa fille regagnent Ostende en barge de débarquement puis Bruxelles en train.
Après une convalescence de deux années pour soigner son dos blessé durant la guerre, il intègre la Sobelair puis la Sabena en qualité de pilote et volera pour la compagnie belge sa carrière durant. (Alfred a également poursuivi une carrière avec la Sabena après la guerre et est décédé en 2012).
Joseph Moureau meurt âgé de 99 ans le 28 octobre 2020. Ses funérailles se déroulent le 31 octobre à Strombeek-Bever. L'après-midi, quatre avions de combat F-16 survolent la commune de Grimbergen où il résidait pour rendre hommage au dernier pilote vétéran belge de la RAF.
A noter également que Xavier Moureau, le frère cadet de Joseph, a quitté Bruxelles en 1942 pour rejoindre l'Angleterre et s'engager dans l'armée belge en exil. Il est cependant intercepté près de la ligne de démarcation en France et arrêté par la Gestapo. Il est alors incarcéré comme prisonnier politique et envoyé dans plusieurs camps de concentration (Dachau, Sachsenhausen, Buchenwald et Flossenbürg). Après avoir survécu à la marche de la mort de Mülsen en avril 1945, il retourne à Bruxelles mais meurt peu après son arrivée à la suite d'une tuberculose contractée dans les camps. Il avait 21 ans.